# Cifrão

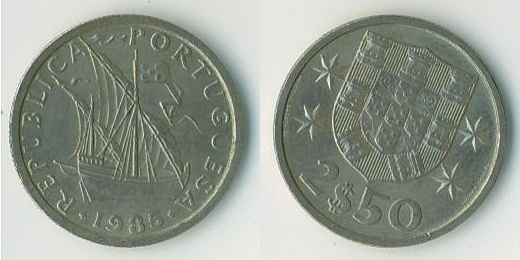
Een muntstuk van 2,5 Portugese escudo

De cifrão ([siˈfɾɐ̃w̃]ⓘ) ({\displaystyle \mathrm {S} \!\!\!\Vert }) is een valutateken dat gebruikt wordt voor twee huidige munteenheden en voor twee valuta die niet meer in omloop zijn.
De cifrão lijkt op het dollarteken, met het verschil dat de cifrão twee verticale strepen heeft terwijl het dollarteken er slechts één heeft. Er is geen Unicode-nummer voor de cifrão. In LaTeX kan men de cifrão invoeren met het commando \textdollaroldstyle, mits het textcomp-pakket is geïnstalleerd.
De cifrão wordt als decimaalteken gebruikt, zo wordt 2 escudo en 50 centavos geschreven als 2{\displaystyle \mathrm {S} \!\!\!\Vert }50.

## Munteenheden die de cifrão als valutateken hebben

### Modern
- Kaapverdische escudo
- Braziliaanse real

### Historisch
- Portugese escudo
- Timorese escudo